# Юліу Бараткі
Юліу Бараткі (рум. Iuliu Baratky, 14 травня 1910, Орадя, Австро-Угорщина — 14 квітня 1962, Бухарест, Румунія) — румунський і угорський футболіст, нападник.

## Життєпис
Народився 14 травня 1910 року в місті Орадя. Вихованець місцевої команди «Стеруінца». За основний склад виступав у сезоні 1927/28. Частину наступного сезону перебував в угорській «Хунгарії», забивши 6 м'ячів у 6 матчах у чемпіонському для команди сезоні. Далі захищав кольори іншого клубу з міста Орадя — «Атлетіка».
1930 року знову поїхав до Угорщини. Змінив ім'я на місцевий лад — Дьюла. Три сезони провів у складі столичної «Хунгарії». Двічі його команда здобувала титул віце-чемпіона (1931, 1933), один раз — національний кубок (1932). Всього в угорській елітній лізі забив 52 м'ячі.
У складі збірної Угорщини дебютував 28 вересня 1930 року в Дрездені. У першому таймі угорці забили три голи збірній Німеччини, а в другому — отримали п'ять у відповідь. Всього за три роки провів вісім товариських поєдинків і один у кубку Центральної Європи.
З 1933 по 1936 рік захищав кольори клубу «Крішана» (Орадя). Провів у лізі 51 матч, 30 голів. Наступні вісім сезонів виступав у складі столичного «Рапіда». Команда була одним з лідерів тогочасного румунського футболу. Зробив вагомий внесок у здобуття чотирьох кубків країни. Лише у фінальних матчах забив у ворота суперників десять м'ячів. Тривалим видався фінал 1940 року. Три матчі з бухарестським «Венусом» завершилися внічию і лише в четвертому поєдинку «Рапід» здобув перемогу над діючим чемпіоном країни (2:1). Юліу Бараткі забив перший гол у ворота «Венуса».
У чемпіонаті «Рапід» був також одним з лідерів. У чотирьох сезонах з п'яти клуб посідав друге місце. Всього за бухарестський клуб у чемпіонаті провів 86 матчів і забив 61 м'яч. З 1941 року виконував обов'язки граючого тренера. В роки другої світової війни команда брала участь у неофіційних чемпіонатах. У сезоні 1942/43 посіла друге місце, а наступного року — перше. В цих турнірах Юліу Бараткі виходив на поле 11 разів (13 голів).
У складі збірної Румунії дебютував 29 жовтня 1933 року. У Берні завершили внічию кваліфікаційний поєдинок чемпіонату світу 1934. Був у складі національної збірної на «мундіалі» в Італії, але на поле не виходив.
У першому раунді світової першості у Франції румуни грали зі збірною Куби. Юліу Бараткі вдалося зрівняти рахунок за дві хвилини до кінця основного часу. В овертаймі команди забили ще по одному голу. За тогочасними правилами був призначений додатковий матч, у якому перемогу здобула американська команда.
У своєму останньому матчі забив два голи збірній Німеччини. Але в підсумку румуни зазнали нищівної поразки (3:9). У суперників хет-триком відзначився майбутній капітан чемпіонів світу 1954 року Фріц Вальтер. Всього за збірну Румунії провів 20 поєдинків, забив 13 м'ячів.
У двох перших повоєнних чемпіонатах Румунії був граючим тренером клубів «Лібертатя» (Орадя) і РАТА (Тиргу-Муреш). Завершив виступи на футбольних полях у 1948 році. Всього в чемпіонаті Румунії провів 155 матчів, забив 100 голів.
З наступного сезону розпочав тренерську діяльність. Очолював команди РАТА (Тиргу-Муреш), «Прогресул» (Орадя) і «Динамо» (Бухарест). Зі столичною командою здобув національний кубок. В 1948 році очолював збірну Румунії. Під його керівництвом команда здобула дві перемоги, один матч завершила внічию і в одному — зазнала поразки.

## Статистика

### Статистика виступів за національні збірні
| Дата       | Місто     | Господарі  | Результат | Гості          | Турнір                             | Голи | Примітки |
| ---------- | --------- | ---------- | --------- | -------------- | ---------------------------------- | ---- | -------- |
| 28/05/1930 | Дрезден   | Німеччина  | 5 – 3     | Угорщина       | товариський матч                   | -    |          |
| 26/10/1930 | Будапешт  | Угорщина   | 1 – 1     | Чехословаччина | товариський матч                   | -    |          |
| 03/05/1931 | Відень    | Австрія    | 0 – 0     | Угорщина       | Кубок Центральної Європи 1931—1932 | -    |          |
| 27/11/1932 | Мілан     | Італія     | 4 – 2     | Угорщина       | товариський матч                   | -    |          |
| 29/01/1933 | Лісабон   | Португалія | 1 – 0     | Угорщина       | товариський матч                   | -    | 35'      |
| 05/03/1933 | Амстердам | Нідерланди | 4 – 2     | Угорщина       | товариський матч                   | -    |          |
| 19/03/1933 | Будапешт  | Угорщина   | 2 – 0     | Чехословаччина | товариський матч                   | -    |          |
| 30/04/1933 | Будапешт  | Угорщина   | 1 – 1     | Австрія        | товариський матч                   | -    |          |
| 02/07/1933 | Стокгольм | Швеція     | 5 – 2     | Угорщина       | товариський матч                   | -    | 39'      |
| Усього     |           | Матчів     | 9         |                | Голів                              | 0    |          |

| Дата       | Місто     | Господарі      | Результат | Гості     | Турнір            | Голи | Примітки |
| ---------- | --------- | -------------- | --------- | --------- | ----------------- | ---- | -------- |
| 29/10/1933 | Берн      | Швейцарія      | 2 – 2     | Румунія   | Відбір до ЧС 1934 | -    |          |
| 25/08/1935 | Ерфурт    | Німеччина      | 4 – 2     | Румунія   | товариський матч  | -    |          |
| 01/09/1935 | Стокгольм | Швеція         | 7 – 1     | Румунія   | товариський матч  | -    |          |
| 03/11/1935 | Бухарест  | Румунія        | 4 – 1     | Польща    | товариський матч  | -    | 46' 71'  |
| 10/06/1937 | Бухарест  | Румунія        | 2 – 1     | Бельгія   | товариський матч  | 2    |          |
| 27/06/1937 | Бухарест  | Румунія        | 2 – 2     | Швеція    | товариський матч  | 2    |          |
| 04/07/1937 | Лодзь     | Польща         | 2 – 4     | Румунія   | товариський матч  | 2    |          |
| 12/07/1937 | Рига      | Латвія         | 0 – 0     | Румунія   | товариський матч  | -    |          |
| 14/07/1937 | Таллінн   | Естонія        | 2 – 1     | Румунія   | товариський матч  | -    |          |
| 06/09/1937 | Белград   | Югославія      | 2 – 1     | Румунія   | товариський матч  | 1    |          |
| 05/06/1938 | Тулуза    | Румунія        | 3 – 3     | Куба      | ЧС 1938 - 1/8     | 1    |          |
| 09/06/1938 | Тулуза    | Румунія        | 1 – 2     | Куба      | ЧС 1938 - 1/8     | -    |          |
| 06/09/1938 | Белград   | Югославія      | 2 – 1     | Румунія   | товариський матч  | -    |          |
| 25/09/1938 | Бухарест  | Румунія        | 1 – 4     | Німеччина | товариський матч  | -    |          |
| 04/12/1938 | Прага     | Чехословаччина | 6 – 2     | Румунія   | товариський матч  | 1    |          |
| 11/06/1939 | Бухарест  | Румунія        | 0 – 1     | Італія    | товариський матч  | -    |          |
| 31/03/1940 | Бухарест  | Румунія        | 3 – 3     | Югославія | товариський матч  | 1    |          |
| 14/04/1940 | Рим       | Італія         | 2 – 1     | Румунія   | товариський матч  | 1    |          |
| 19/05/1940 | Будапешт  | Угорщина       | 2 – 0     | Румунія   | товариський матч  | -    |          |
| 14/07/1940 | Франкфурт | Німеччина      | 9 – 3     | Румунія   | товариський матч  | 2    |          |
| Усього     |           | Матчів         | 20        |           | Голів             | 13   |          |

## Досягнення
Гравець 
- Чемпіон Угорщини (1): 1929
- Володар кубка Угорщини (1): 1932
- Володар кубка Румунії (4): 1937, 1939, 1940, 1941

Тренер 
- Володар кубка Румунії (1): 1959